# Antiblemma inferior
Antiblemma inferior är en fjärilsart som beskrevs av W. Warren 1889. Antiblemma inferior ingår i släktet Antiblemma och familjen nattflyn. Inga underarter finns listade i Catalogue of Life.